# 쇠오색딱따구리

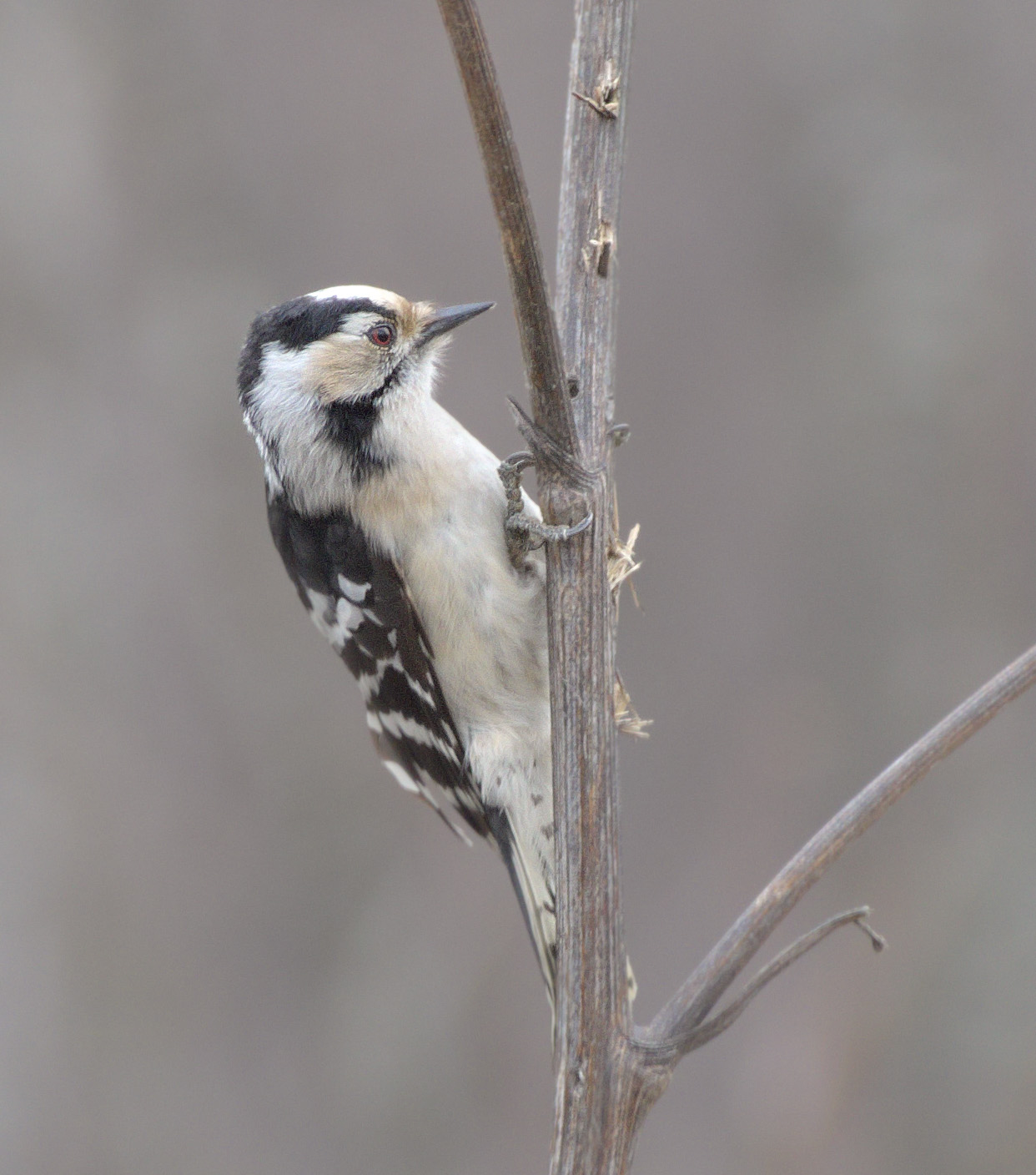
Dendrocopos minor, fem

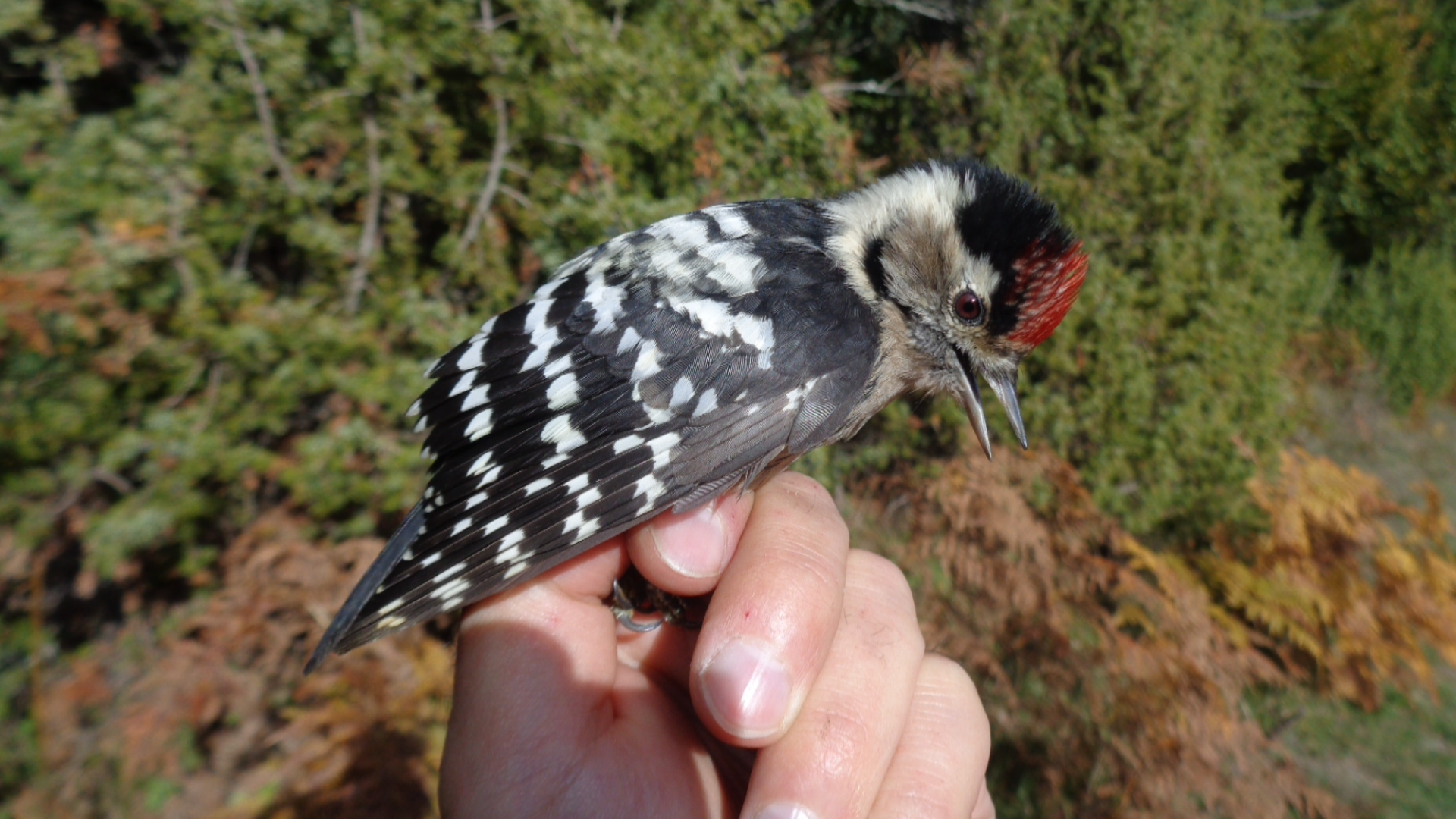
쇠오색딱따구리.

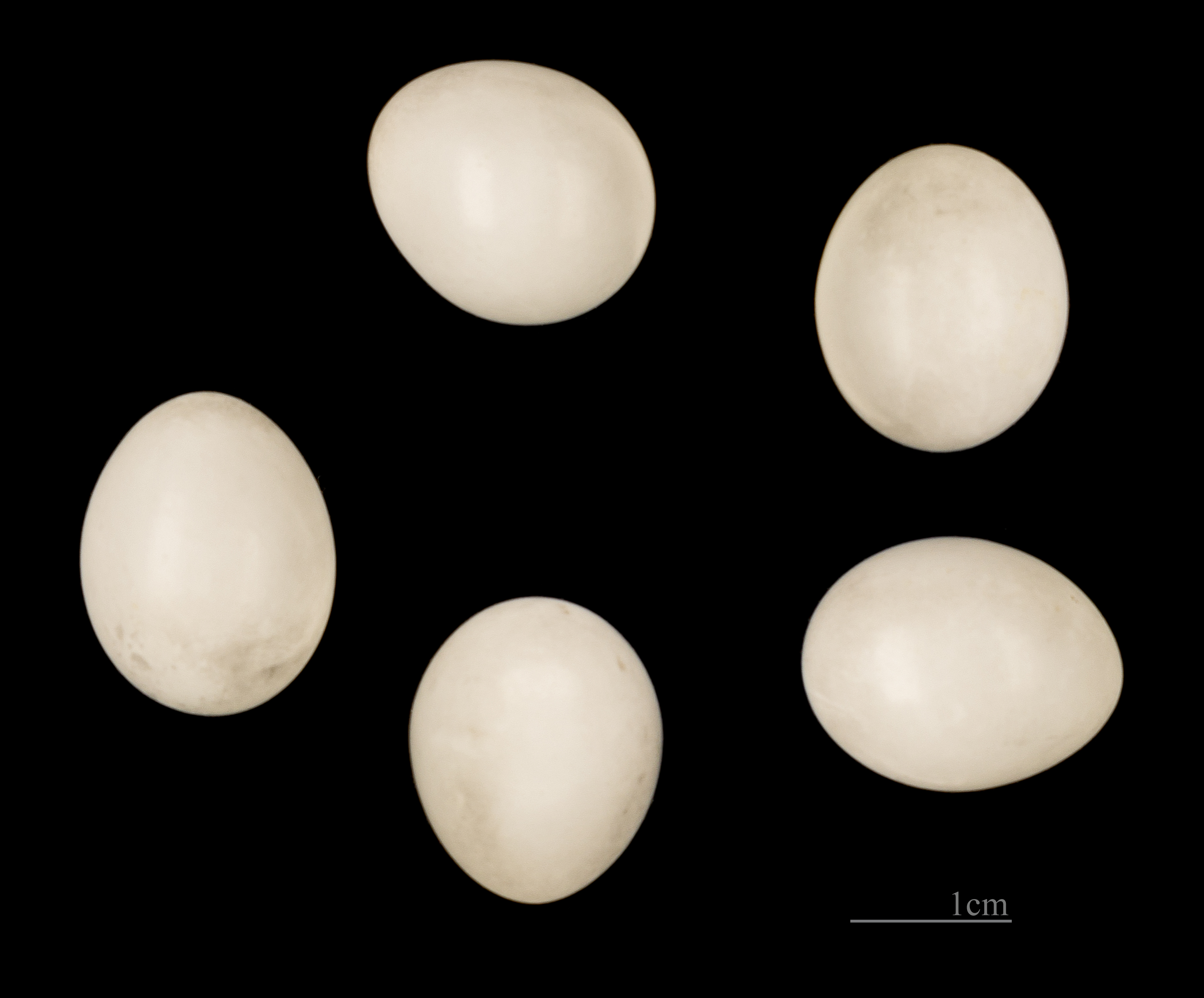
쇠오색딱따구리의 알.

쇠오색딱따구리(Lesser spotted woodpecker, Dendrocopos minor, 문화어: 작은알락딱따구리는 딱따구리목 딱따구리과에 속하는 새이다.
쇠오색딱따구리는 구북구가 주 지역이지만, 일부 아종들도 발견된다.

## 개요
어려서부터 생애 대부분을 높은 나무에서 보낸다.
수컷의 머리 윗부분은 갈색 무늬로 되어있고, 암컷의 것은 검다. 날개와 윗면은 검지만 등 부위는 흰 줄무늬로 되어 있다. 계절적 변화에 따른 차이는 없다.
알의 산란기는 5월 중순 쯤이다.

## 같이 보기
- 한국의 야생 새 목록